# 薩爾加港

薩爾加港是哥倫比亞的城鎮，位於該國中部，由昆迪納馬卡省負責管轄，距離首府波哥大195公里，始建於1935年，面積521平方公里，海拔高度190米，2005年人口15,237。
5°30′N 74°35′W / 5.500°N 74.583°W